# Burbank (condado de Santa Clara)
Para la ciudad en el condado de Los Ángeles, véase; Burbank.
Burbank es un lugar designado por el censo ubicado en el condado de Santa Clara, California, Estados Unidos. Según el censo de 2020, tiene una población de 4940 habitantes.

## Geografía
La localidad está ubicada en las coordenadas 34°11′24″N 118°19′35″O / 34.19000, -118.32639 (34.190079, -118.326405). Según la Oficina del Censo, la ciudad tiene un área total de 1,08 km², correspondientes en su totalidad a tierra firme.

## Demografía
Según la Oficina del Censo, en 2000 los ingresos medios por hogar en la localidad eran de $47,226 y los ingresos medios por familia eran de $51,769. Los hombres tenían unos ingresos medios de $43,672 frente a los $32,431 para las mujeres. La renta per cápita para la localidad era de $23,232. Alrededor del 10.8% de la población estaba por debajo del umbral de pobreza.
De acuerdo con la estimación 2015-2019 de la Oficina del Censo, los ingresos medios por hogar en la localidad son de $91,190 y los ingresos medios por familia son de $123,333. Alrededor del 5.7% de la población está por debajo del umbral de pobreza.
Solo el 37.01% de la población son blancos. El 45.95% de la población es de origen hispano o latino.